# Автошлях Н 11
Автошлях Н 11 — автомобільний шлях національного значення на території України, Дніпро — Кривий Ріг — Миколаїв на території Дніпропетровської та Миколаївської областей.
Починається у місті Дніпро, пролягає через Софіївку, Кривий Ріг, Казанку, Новий Буг, Баштанку та закінчується в Миколаєві.

## Стан автошляху

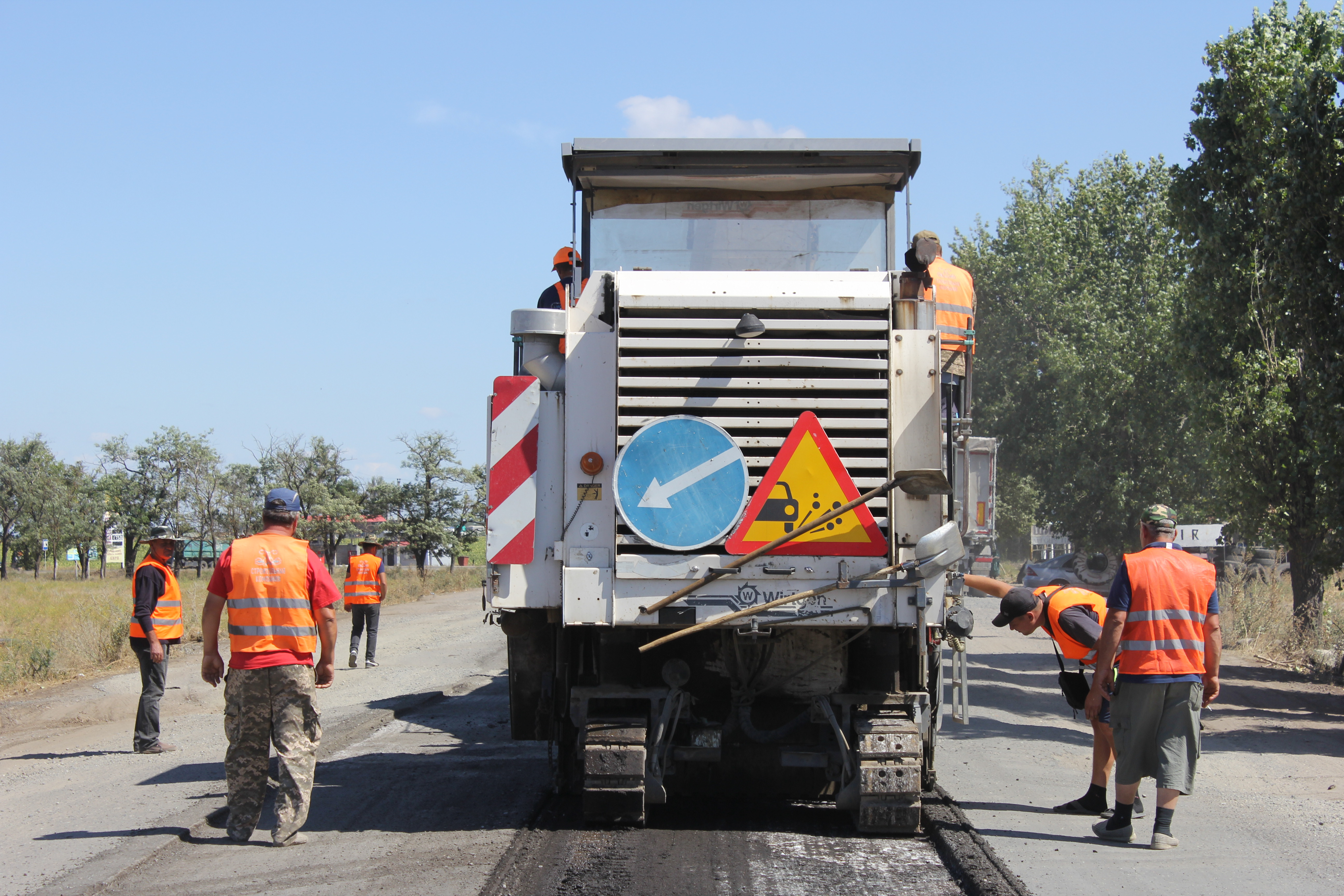
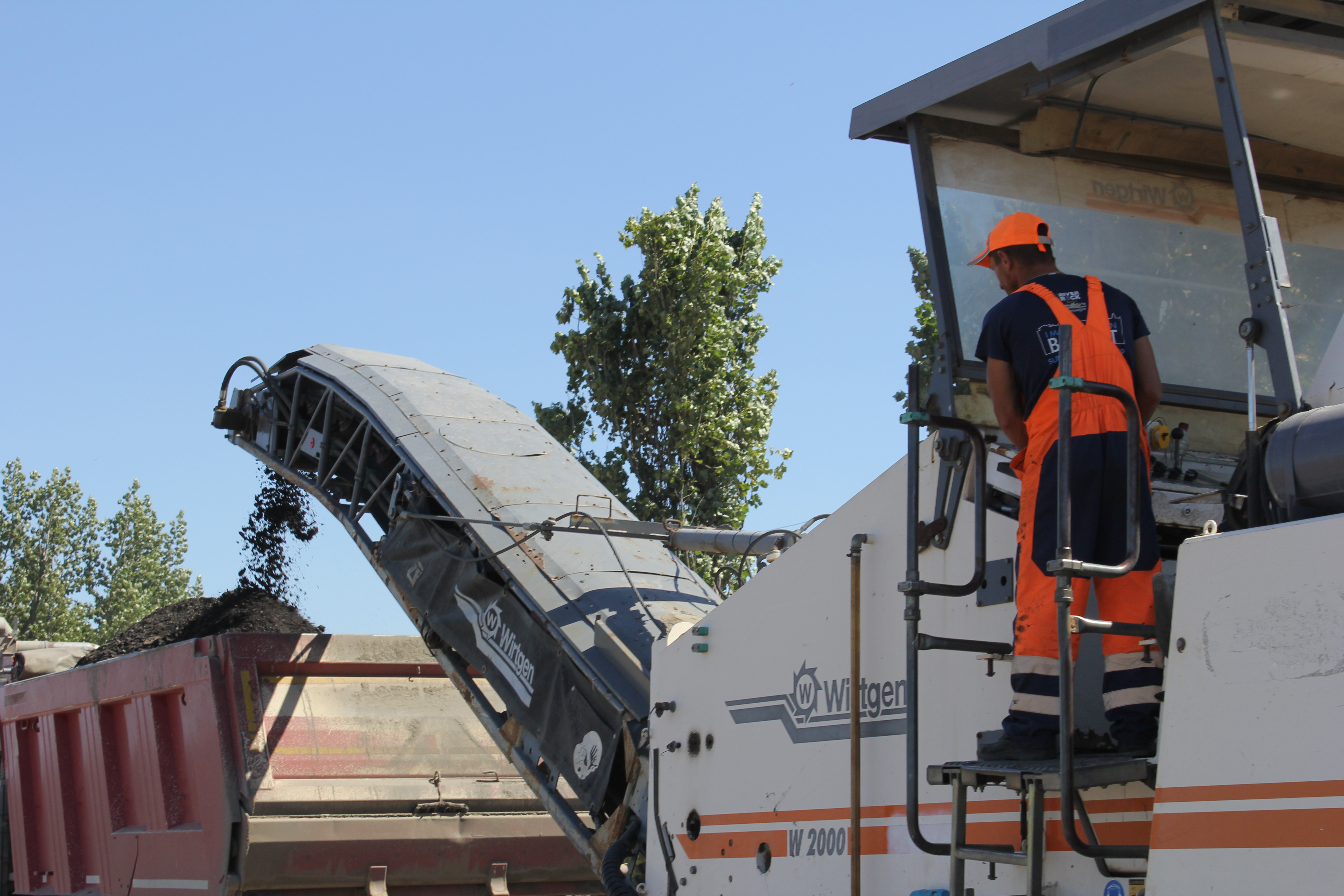
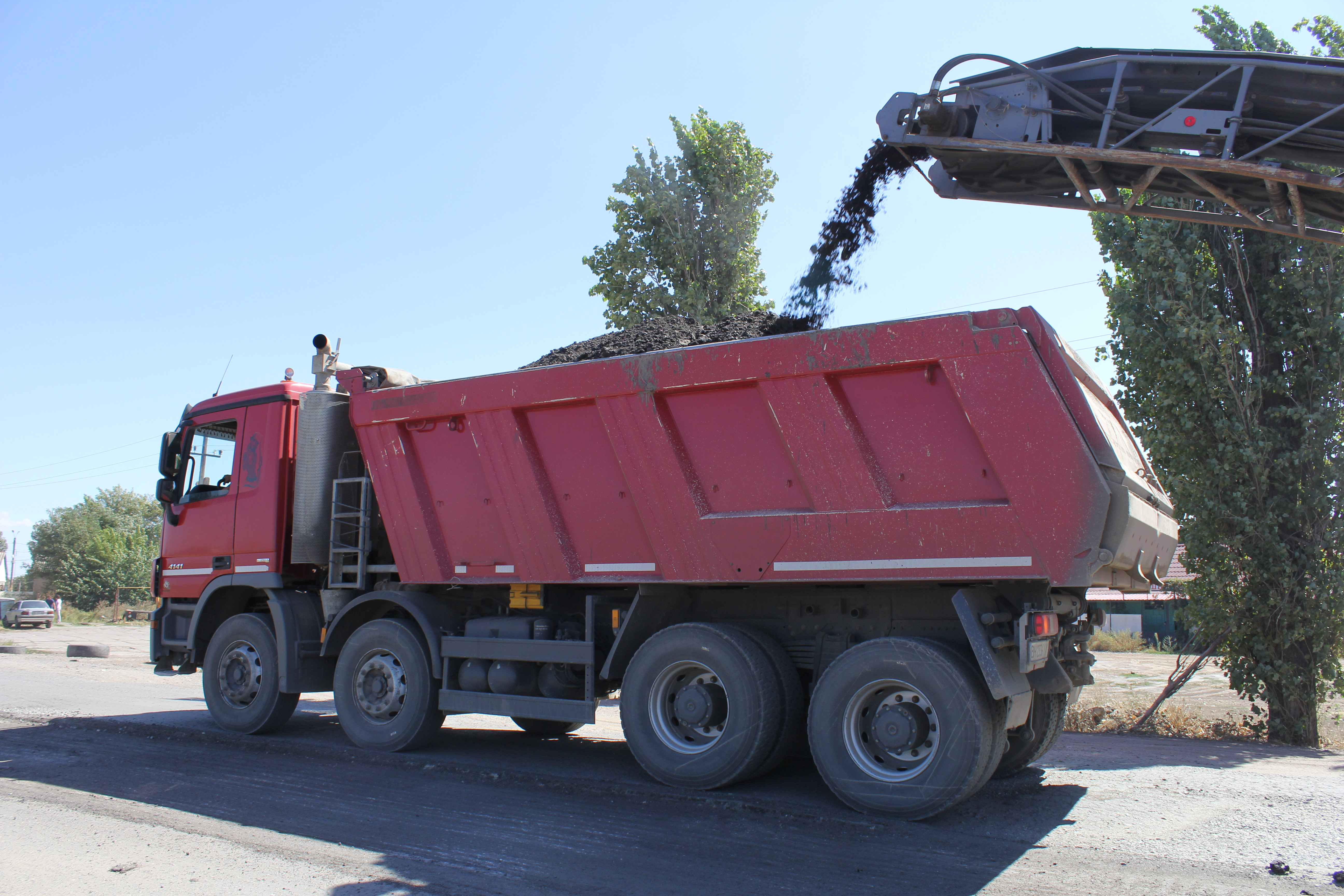
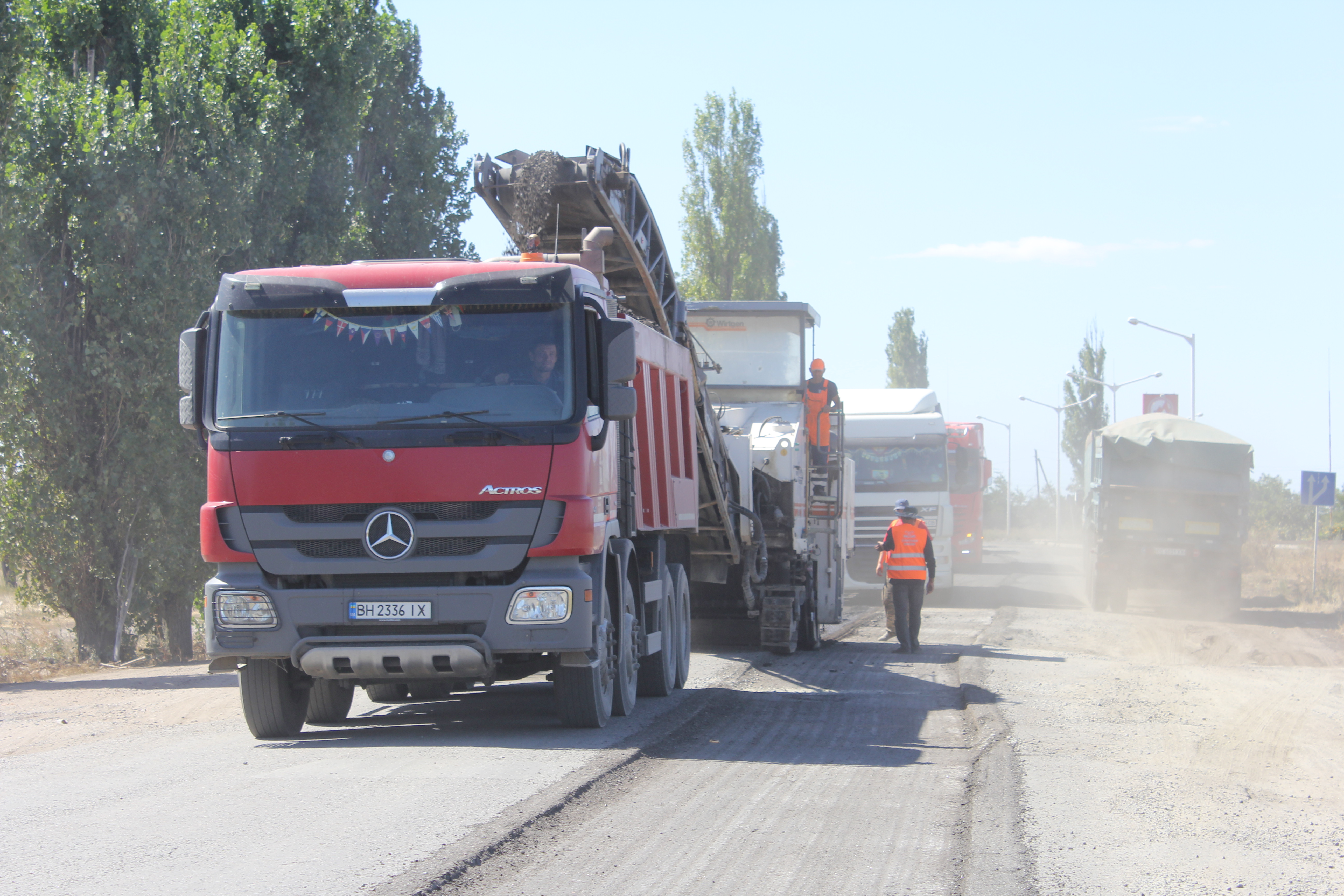

У рамках програми Президента «Велике Будівництво» на автомобільній дорозі загального користування державного значення Н-11 Дніпро — Миколаїв (через м. Кривий Ріг) в межах Миколаївської області триває поточний середній ремонт.
Наразі підрядними автодорожніми підприємствами виконується комплекс робіт з поточного середнього ремонту на 11-ти окремих ділянках автошляху Н-11 Дніпро — Миколаїв (через місто Кривий Ріг).
Роботи виконуються починаючи від межі з Дніпропетровською областю в напрямку Казанки, біля обходу міста Баштанка, між селами Михайло-Ларине та Калинівкою, а також від села Калинівка до міста Миколаєва.
Наразі підрядними підприємствами Служби виконується комплекс робіт з поточного середнього ремонту на таких ділянках автошляху загального користування національного значення Н-11 Дніпро — Миколаїв (через місто Кривий Ріг):       
- км 179+570-км188+570 та км 188+570-км 197+570 від межі Дніпропетровської області до смт.Казанка) - триває виконання робіт з влаштування основи ЩПС-40 укріпленої цементом, частково влаштовано тріщино-перериваючий та вирівнювальний шари покриття;
- км 207+582 - км 213+208 (обхід м. Баштанка) продовжуються роботи з влаштування основи та вирівнюючого шару покриття з асфальтобетону;
- км 271+720-км 279+000 (біля с. Мар'янівка) — об'єкт готується до введення в експлуатацію;
- км 279+000-км 286+000 ( с. Добра Криниця) — об'єкт готується до введення в експлуатацію;
- км 286+000-км 293+000 (с. Виноградівка) — об'єкт зданий в експлуатацію;
- км 293+000-км 298+000 (біля с. Мар'ївка) — роботи завершені, об'єкт готується до здачі в експлуатацію;
- км 298+000-км303+000 (між с. Михайло-Ларине та с. Калинівка) — тривають роботи з регенерації та влаштування вирівнюю чого шару покриття;
- км 303+000 - км 308+500 – ведуться підготовчі роботи;
- км 308+500–км 314+000 —  підписані договори, роботи невдовзі розпочнуться;
- км 314+000–км 319+335 (с. Калинівка до м. Миколаєва) — підписані договори, роботи невдовзі розпочнуться.

## Пам'ятки
Інтерес для туристів може мати:
- місто та промисловий центр Кривий Ріг: виник з козацьких зимівників на річках Інгулець, Саксагань, Жовта. Популярна міська легенда стверджує, що місто назване на честь свого засновника. Перше поселення — зимівник — у цій місцевості заснував кривий (без одного ока) козак, на ім'я Ріг. Від нього і пішла, як вважають, назва міста. Можна подивитися промислові об'єкти (шахти, кар'єри глибиною понад 400 метрів), музеї, ботанічний сад, пам'ятники. Театр, філармонія, готелі, ресторани, аеропорт.

## Загальна довжина
Протяжність автошляху Н-11 Дніпро — Миколаїв (через Кривий Ріг) — 321,3 км.